# Маша Распутина
Ма́ша Распу́тина (имя при рождении — А́лла Никола́евна Аге́ева, род. 13 мая 1964, Инской, Кемеровская область) — советская и российская певица, выпустившая восемь студийных альбомов и сотрудничавшая в частности с композиторами Александром Лукьяновым, Максимом Дунаевским и Аркадием Укупником, а также с поэтом-песенником Леонидом Дербенёвым.

## Биография
Родилась 13 мая 1964 года в посёлке Инской Кемеровской области. Её отец — Николай Агеев, работник Беловской ГРЭС. Мать — Лидия Георгиевна Агеева (1932—1986), гидрогеолог из Одессы, приехавшая в Сибирь с экспедицией и оставшаяся жить там с мужем. Проживала в деревне Уроп. В школе училась хорошо, окончив её в 18 лет, переехала в Кемерово для получения высшего образования. В Кемерове пробовала себя в разных профессиях, и через полгода, определившись с выбором, поступила в Кемеровский государственный университет культуры и искусств. Брат Николай Николаевич Агеев.
На вступительных экзаменах её встретил педагог по вокалу из Тверского музыкального училища, который предложил поступать в его вуз. Алла поступила на дирижёрско-хоровое отделение училища Твери и окончила его в 1988 году.

### Музыкальная карьера
После окончания музыкального училища переехала в Москву, где познакомилась с музыкантами и записала первую песню «Играй, музыкант». В 1989 году песня стала хитом и получила Гран-при фестиваля поп- и рок-музыки «Пхеньян 89». По совету одного из знакомых Алла Агеева взяла псевдоним «Маша Распутина», объясняя это тем, что Маша — традиционное русское имя, а фамилия Распутина делает его с одной стороны более эротичным, с другой — связывает его обладателя с одним из основоположников русского мистицизма Григорием Распутиным.

#### «Городская сумасшедшая»
После выхода песни в эфиры радиостанций многие известные авторы стали предлагать певице сотрудничество. В 1990 году стала лауреатом рок-фестиваля «В роке только девушки». В те же дни началось её сотрудничество с Леонидом Дербенёвым, продолжавшееся вплоть до его кончины в 1995 году.
В 1991 году выпустила дебютный альбом «Городская сумасшедшая», работа над которым продолжалась около года. Некоторые песни альбома затрагивали темы, считавшиеся запретными (например, в песне «Кооператив» — о продажной жизни бюрократов: «Период был, будь здоров — союз фальшивых вождей и настоящих воров!»). Также в альбом вошли ещё две песни-хита «Гималаи» и «Кружит музыка», что во многом обеспечило успех пластинки. Многие отметили, что образ героини Распутиной — бунтарки из глухой провинции — подходит к внешности певицы.

#### «Я родилась в Сибири»
Проведя несколько концертов в поддержку дебютного альбома, дебютировала на «Песне года» и вскоре выпустила второй студийный альбом I Was Born in Siberia (с англ. — «Я родилась в Сибири»). Несмотря на англоязычное название, альбом не смог обеспечить ей прорыв на международной поп-сцене, хоть и принёс определённую известность среди русскоязычного населения США и Европы.
Альбом получил положительные отзывы критиков, которые отметили качественные аранжировки, соответствовавшие требованиям музыкальной моды. Изменилось звучание: если в дебютном альбоме оно было «холодным», то во втором звук стал более «живым». Так же как и в предыдущем альбоме, здесь была затронута тема нелёгкой доли русской женщины. Самыми популярными песнями пластинки стали «Я родилась в Сибири» и «На белом Мерседесе». В видеоклипе ко второй из них снялся Филипп Киркоров, сотрудничество с которым певица не раз возобновляла впоследствии.

#### «Синий понедельничек»
В 1994 году вышел третий (и первый, выпущенный в формате CD) альбом Маши Распутиной «Синий понедельничек». Отличавшийся жанровым разнообразием, он включал в себя, наряду с лирическими, шуточные и патриотические песни. В этом же году Распутина снялась для журнала «Penthouse».
Кроме Дербенёва Маша много общалась в этом период с Юрием Никулиным, Вячеславом Добрыниным, Львом Лещенко, Владимиром Винокуром. Альбом имел успех, а заглавный трек стал хитом.

#### «Я была на Венере»
В 1996 году записала и выпустила новый альбом «Я была на Венере», выдержанный в ярких танцевальных ритмах; сюда была включена и песня «Ах, Одесса», написанная самой певицей. Популярными стали заглавная композиция, а также песня «Хулиганчики (Ой, мама, ой)».
Следующий альбом, выпущенный в 1998 году, «Ты меня не буди», пользовался успехом, при этом наиболее популярными оказались заглавная композиция, а также танцевальная песня «Ты упал с Луны». Песни альбома, основой для которого стала тема любви, впервые зазвучали в FM-эфире. После замужества в 1999 году и рождения дочери год спустя Распутина резко сократила, а затем и вообще прекратила концертную деятельность.

#### Новое тысячелетие
В 2000 году, вскоре после рождения дочери, вышел новый альбом «Поцелуй меня при всех», который певица записала ещё будучи беременной. Рецензенты отметили, что тексты песен здесь стали более сексуальными, равно как и образы певицы. В начале этого же года после показа клипа «Платье из роз» одно из американских изданий [уточнить] назвало Распутину самой сексуальной российской певицей за последнее десятилетие.
В 2001 году после выхода диска «Живи, Страна!» (составленного, в основном, из лирических композиций и, возможно, наименее успешного в её репертуаре) на три года Маша Распутина ушла со сцены и почти не давала интервью.
Возвращение состоялось во многом благодаря дуэту с Филиппом Киркоровым — песне «Роза чайная» (стилизованной под Hi-NRG), а также одноимённому видеоклипу, в котором Маша Распутина предстала в образе фаворитки французского короля Людовика XIV, роль которого исполнил Киркоров, Анжелики де Фонтанж. Считается, что именно успех этой песни обеспечил Маше Распутиной статус российской суперзвезды.
Второй дуэт с Киркоровым — «Мечты» — упрочил популярность Распутиной, которая предстала в клипе в образе дивы на фоне надписи «Hollywood», выполненной на скотче, окружающей пространство, где находится певица. Насыщенная промокампания, проводившаяся совместно с Киркоровым, а также множество концертов обеспечили новому альбому Роза чайная популярность в России и странах ближнего зарубежья.
В апреле 2003 года Алла Пугачёва подарила Распутиной свою песню «Синяя птица». Проведённый в апреле концерт в Санкт-Петербурге, где состоялась премьера песни, стал первым сольным выступлением певицы после трёхлетнего перерыва.
В 2004 году вышел хит «Мосты», написанный Игорем Николаевым и Игорем Крутым. В Санкт-Петербурге был снят клип на эту песню: чёрно-белый ролик о трагической истории любви и разлуки.
В 2007 году приняла участие в телепроекте Первого канала «Две звезды», где выступила в паре с телеведущим Андреем Малаховым. В том же году состоялась премьера шутливого шлягера «Прощай», вновь исполненного в дуэте с Киркоровым.
В феврале 2008 года провела успешный гастрольный тур по городам и деревням Московской области. Турне было продолжено в США, где выступила, в частности, в Майами и Нью-Йорке. В марте 2008 года вышел сборник «Маша Распутина. The Best», куда был включён и новый хит певицы «Развод».
В апреле 2015 года представила песню «Когда мы вместе» поэта Ильи Резника и композитора Кая Метова, посвящённую президенту России Владимиру Путину.
В 2021 году была приглашена в шоу «Суперстар!» в качестве постоянного члена жюри.
6 января 2022 года исполнительница презентовала новый сингл «Короче, точка!», авторами песни стали Лариса Рубальская и Игорь Матета.
В сентябре 2022 года была участницей музыкального шоу «Аватар» на телеканале НТВ, управляла аватаром Белоснежки. Покинула проект в третьем выпуске (выпуск от 17.09.22).

## Личная жизнь
- Первый муж — Владимир Ермаков[13] (1944—2017) — первый продюсер Маши Распутиной[14][15].
  - Дочь — Лидия Владимировна Ермакова (род. 1985[13]).
- Второй муж (с 1999) — Виктор Евстафьевич Захаров (род. 1955)[16][17][18], бизнесмен и продюсер[7].
  - Дочь — Мария Викторовна Захарова (род. 8 сентября 2000)[7][19].

## Общественная позиция
В марте 2022 года призвала остановить вторжение России на Украину. Позднее поддержала вторжение и предложила казнить противников российского нападения на Украину.

## Дискография

### Студийные альбомы
- 1991 — «Городская сумасшедшая»[23]
- 1993 — «Я родилась в Сибири»
- 1994 — «Синий понедельничек»
- 1996 — «Я была на Венере»
- 1998 — «Ты меня не буди»
- 2000 — «Поцелуй меня при всех»
- 2001 — «Живи, страна!»
- 2003 — «Роза чайная»

### Сборники
- 2004  — «Любовное настроение»
- 2008 — «Маша Распутина. The Best» (промо-издание)
- 2008 — «Песни для моего народа» (промо-издание, в 2012 вышло переиздание с другим треклистом)
- 2012 — «Лучшие песни» (промо-издание)
- 2021 — «Избранное»

### Синглы
- 1995 — «Хулиганчики» (макси)
- 1999 — «Платье из роз» (макси)
- 2015 — «Жёлтые листья»
- 2022 — «Короче, точка!»
- 2025 — «Земля, приём» (с Edgar'ом)

### Видеоальбомы
- 2001 — «Лучшие видео»
- 2003 — «Дождь сумасшедший. Эксклюзивный выпуск»
- 2005 — «Джалма» (промо-издание)
- 2008 — «The Best» (промо-издание)

## Видеография
- 1989 — «Играй, музыкант!»[24]
- 1989 — «Городская сумасшедшая»
- 1989 — «Я и ты»
- 1990 — «Я останусь с тобой»
- 1990 — «Льётся музыка»
- 1990 — «Клава»
- 1991 — «Тараканы»
- 1991 — «Белый Мерседес»
- 1993 — «Шарманщик»
- 1995 — «Беспутная»
- 1995 — «Ах, Одесса»
- 1996 — «Хулиганчики»
- 1998 — «Ты упал с луны»
- 1998 — «Ты меня не буди»
- 1999 — «Платье из роз»
- 2003 — «Дождь сумасшедший»
- 2003 — «Роза чайная» (с Филиппом Киркоровым)
- 2003 — «Мечты» (реж. Ирина Миронова)
- 2004 — «Мосты»
- 2005 — «Джалма» (реж. Ирина Миронова)
- 2022 — «Короче, точка!»
- 2025 — «Земля, приём» (с Edgar'ом, концертный)

### Участие в клипе другого исполнителя
- 1990 — «Магдалена» (Филипп Киркоров)

## Авторство песен
- 1993 — «Шарманщик» (муз. А. Лунёв / сл. М. Распутина) [альбом «Я родилась в Сибири»]
- 1994 — «Как в волшебном сне» (муз. А Морозов / сл. М. Распутина) [альбом «Синий понедельничек»]
- 1995 — «Хулиганчики (Ой, мама, ой!...)» (муз. М. Распутина / сл. Л. Дербенёв) [изначально вышла синглом, в 1996 вошла в альбом «Я была на Венере»]
- 2000 — «Синий туман» (муз. А. Лукьянов / сл. М. Распутина и М. Рябинин) [альбом «Поцелуй меня при всех»]

## Фильмография
- 1990 — «Подземелье ведьм» (реж. Юрий Мороз) — исполнительница финальной песни фильма «Я и Ты» (муз. Максим Дунаевский, сл. Леонид Дербенёв). Песня вошла в дебютный альбом «Городская сумасшедшая»

## Участница и член жюри развлекательных телешоу
- 2006, 2008, 2013, 2014 — «Две звезды» (новогодние выпуски, в дуэте с Андреем Малаховым)
- 2007 — 2008 —  «Две звезды» (2 сезон, в дуэте с Андреем Малаховым)
- 2007, 2009 — «Две звезды» (новогодние выпуски, в дуэте с Филиппом Киркоровым)
- 2008 — «Две звезды» (выпуск  «Постскриптум 1 и 2 сезонов. Часть 2», в дуэте с Юрием Гальцевым)
- 2021 — «Суперстар! Возвращение» (2 сезон, постоянная член жюри)
- 2022 — «Суперстар! Возвращение» (3 сезон, постоянная член жюри)
- 2022 — «Аватар» (1 сезон, участница, а затем приглашённая член жюри в 6-м выпуске)
- 2022 — «Новогодняя Маска + Аватар» (участница)